# Manuel Rico Gómez
Manuel Rico Gómez (Jaén, 1945) is een Spaans componist, dirigent en trombonist.

## Levensloop
Rico Gómez werd al op 10-jarige leeftijd lid van de Banda Municipal de Música de Jaén. Hij studeerde militaire muziek en werd lid van de Banda de Música del Ministerio del Ejército. Vervolgens studeerde hij onder andere compositie, trombone en tuba aan het Real Conservatorio Superior de Música de Madrid in Madrid. Vanaf 1964 is hij als trombonist en tubaïst lid van de Banda Municipal de Música de Salamanca. Rico Gómez is eveneens adjunct-directeur van dit orkest.
Hij bewerkte o.a. een selectie uit het ballet zwanenmeer van Pjotr Iljitsj Tsjaikovski voor banda (harmonieorkest). Als componist schreef hij werken voor banda (harmonieorkest) en kamermuziek.

## Componist

### Werken voor banda (harmonieorkest)
- 2004 Ha nacido un gran torero, paso-doble - tekst: Armando (opgedragen aan de torero Javier Castaño) - première: 4 juni 2004, Salamanca, Teatro de Caja Duero, door Banda de Música de Alba de Tormes o.l.v. Mario Vercher Grau
- El Radiólogo, passacallia

- Virtual International Authority File: 622155566451913380005
- WorldCat: E39PBJfX4GDVRxQvwFRWb76BT3